# Ad Council Japan

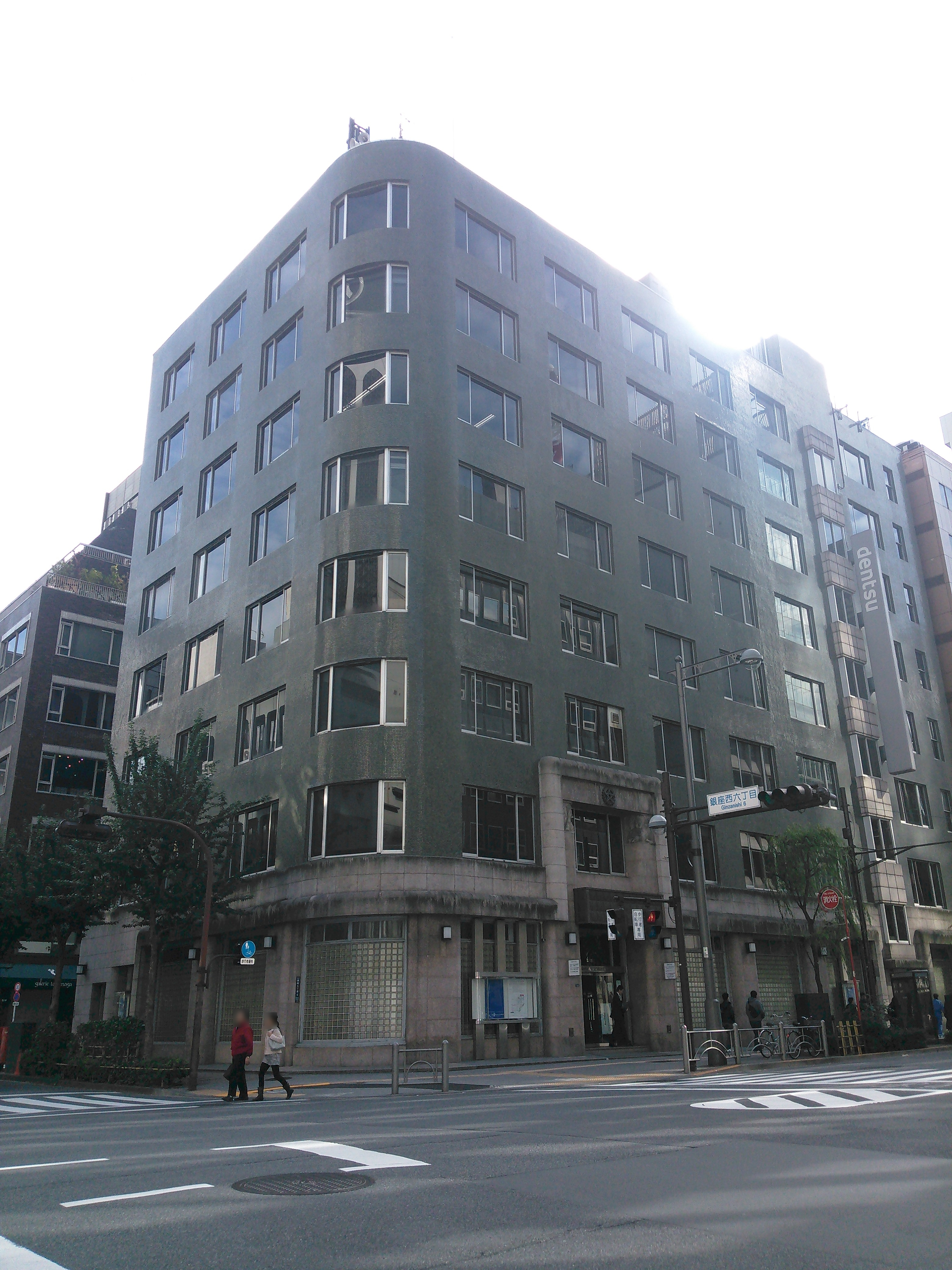
Hauptsitz und Geschäftsstelle Tokio im Dentsu Ginza Gebäude

Ad Council Japan (englisch: Advertising Council Japan, AC JAPAN für japanisch 公益社団法人ACジャパン kōeki shadan-hōjin ei-shī Japan) ist ein gemeinnütziger Verein, der in Japan Bildungsaktivitäten durch öffentliche Werbung in verschiedenen Medien durchführt.

## Geschichte
Es handelt sich um eine private Organisation, deren Ziel es ist, durch öffentliche Bekanntmachungen das öffentliche Bewusstsein der Menschen zu schärfen. Es wurde 1971 in der Präfektur Osaka nach dem Vorbild des American Ad Council gegründet. Ursprünglich begann es als freiwillige Organisation namens Kansai kōkyō kōkoku kikō (関西公共広告機構, englisch „Kansai Public Advertising Organization“). Es begann seine Tätigkeit als Japans erste Organisation, die öffentlich-rechtliche Bekanntmachungen durchführte.
1974 wurde die Kōkyō kōkoku kikō (公共広告機構, englisch „Public Advertising Organization“) gegründet, um die Kansai Public Advertising Organization zu übernehmen. Der Werbespot wurde landesweit ausgestrahlt. Im Juli 2009 wurde der Name in AC Japan und die englische Eigenübersetzung in „Advertising Council Japan“ geändert. Im Jahr 2011 wurde daraus ein gemeinnütziger Verein.
Es wird durch Mitgliedsbeiträge von Unternehmen, Organisationen und Einzelpersonen im ganzen Land betrieben und es werden keine Steuergelder verwendet. Die Haupttätigkeit besteht in der Verbreitung öffentlicher Bekanntmachungen über verschiedene Medien, die Produktion erfolgt durch Werbefirmen, die reguläre Mitglieder sind. Werbung wird kostenlos ausgestrahlt, aber wenn man sie in reguläre Gebühren umrechnet, gehören die Werbekosten zu den höchsten unter den Werbetreibenden in Japan.

## Erwähnungen des Ad Council Japan im englischsprachigen Raum
Hier werden die Erwähnungen des Ad Council Japan in Berichten, Werbungen und Forschungen aus dem englischsprachigen Raum thematisiert. Zur Erklärung des Inhalts werden auch japanische Referenzmaterialien einbezogen.

### Einfluss auf die Popkultur in Japan nach der Katastrophe
Das durch das „Tōhoku-Erdbeben 2011“ ausgelöste Ereignis des Anstiegs der Werbeanzeigen des Ad Council Japan wurde auch im englischsprachigen Raum berichtet. Am 10. März 2021, zehn Jahre nach der Katastrophe, „The Japan Times“ veröffentlichte einen Artikel mit dem Titel „Von AC Japan-Anzeigen zu ‚Your Name.‘: Die Auswirkungen von 3/11 auf die Popkultur.“ Der Artikel zeigt, wie die Katastrophe die japanische Popkultur beeinflusst hat, insbesondere durch die Werbung des Ad Council Japan.
Der im Artikel erwähnte Begriff „Popopopon“ ist der Soundtrack des Ad Council Japan-Werbespots „Gruß-Zauber“ („あいさつの魔法“). Dieser Werbespot wurde nach der Katastrophe wiederholt ausgestrahlt und erlangte dadurch Bekanntheit. Medien wählten diesen Spot auch unter die Top 10 der Werbespots, die die „Heisei-Zeit“-Ära repräsentieren. „Popopopon“ wurde außerdem mit dem „Netz-Jargon-Wettbewerb 2011“ ausgezeichnet.

### Nichtkommerzielle Anzeigen im Ausland
Die meisten Themen, die vom Ad Council Japan behandelt werden, sind nationale Probleme. Daher gibt es normalerweise keinen Bedarf, Anzeigen im Ausland zu veröffentlichen.
Die Problematik der Meeresverschmutzung bildet jedoch eine Ausnahme. Japan ist sowohl Täter als auch Opfer des „Great Pacific Garbage Patch“.
Aus diesem Grund hat Ad Council Japan zahlreiche Anzeigen zur Sensibilisierung für Meeresverschmutzung in englischsprachigen Magazinen veröffentlicht. Soweit im Internet nachvollziehbar, wurden Anzeigen in den folgenden Magazinen geschaltet. Alle diese Anzeigen zeigen Tsunamis, die im Stil der Ukiyo-e dargestellt sind.
- Spy - Okt. 1995 -[a 7]
- MotorBoating - Aug. 1997[a 8]
- MotorBoating - Feb. 1996[a 9]
- New York Magazine[a 10]
- EPA Journal, Vol. 19-20[a 11]

Weitere Anzeigen sind nur in Textform im Internet verfügbar:
- Vogue, Vol. 189[a 12]
- Gourmet, Vol. 56, Ausgaben 7-12[a 13]
- New York, Vol. 33, Ausgaben 17-21[a 14]
- Good Housekeeping, Vol. 221[a 15]

### Forschungsbuch über die Popgruppe „Perfume“ (Englisch)
„Perfume“ ist eine der repräsentativsten Popgruppen Japans. Sie wurden 2007 durch ihren Song „Polyrhythm“, der in einem Werbespot des Ad Council Japan verwendet wurde, bekannt. Patrick St. Michel erwähnt in seinem Buch „Perfume's GAME“ Ad Council Japan folgendermaßen:

„One of those turning into Kimura's show was Akira Tomotsugi, a commercial director working with the Japan Advertising Council（Ad Council JapanのAlter Name）, a non-profit organization creating public service announcements.（Unterlassung) People advised him that he did not need to do that much to please the Ad Council.“

Auch Medien wie die Kobe Shimbun haben darauf hingewiesen, dass der Werbespot-Auftritt von Perfume für das Ad Council Japan ein Wendepunkt in ihrer Karriere war.

## Tōhoku-Erdbeben und Tsunami 2011
2011 (Heisei 23), am 11. März, ereignete sich das Tōhoku-Erdbeben 2011. Während die privaten Fernsehsender anfangs Sondersendungen ohne Werbeunterbrechungen ausstrahlten, kehrten sie nach und nach zur regulären Programmgestaltung mit Werbung zurück. Allerdings verzichteten viele Sponsorenfirmen darauf, ihre Werbespots zu senden. Laut einer Aussage eines Mitarbeiters von AC Japan, basierend auf Informationen eines Fernsehsenders, haben sich über 70 % der Auftraggeber – in der Regel kommerzielle Unternehmen – dazu entschieden, ihre Werbung auszusetzen.
Dadurch wurden die Werbespots von AC Japan wiederholt auf den privaten Fernsehsendern ausgestrahlt und zogen breite Aufmerksamkeit auf sich. Ein ähnliches Szenario trat auch während des Erdbeben von Kōbe 1995 auf (damals wurde die Kampagne „Mehr Manieren, mehr Recycling“ mit Koichi Nakano und Akemi Masuda ausgestrahlt).

### Anzahl und Anteil der Werbespots direkt nach der Katastrophe
Die Anzahl der Werbespots von AC Japan vor dem Erdbeben betrug im Zeitraum vom 5. bis zum 11. März 2011 bis etwa 14:50 Uhr 32 Spots (Untersuchung basierend auf den fünf privaten Hauptsendern in der Region Kantō, erhoben vom CM General Research Institute).
Nach dem Erdbeben und Tsunami wurden aufgrund von Sonderberichten keine Werbespots mehr ausgestrahlt. Ab dem 14. März kehrten Werbespots zurück, wobei die Anzahl der Spots von AC Japan sprunghaft anstieg. In der Woche vom 12. bis zum 19. März wurden insgesamt 19.972 Werbespots von AC Japan ausgestrahlt (gleiche Untersuchung und Quelle). Laut dem CM General Research Institute entspricht diese Anzahl den Werbespots, die Toyota in einem ganzen Jahr sendet.
Auch der Anteil der AC Japan-Werbespots an allen ausgestrahlten Spots war unmittelbar nach dem Erdbeben extrem hoch. Von den 8.173 Werbespots, die nach der Wiederaufnahme der Werbeausstrahlung bis zum Morgen des 16. März gesendet wurden, waren 77 % von AC Japan. Bis zum 22. März stieg dieser Anteil auf etwa 80 % der gesamten ausgestrahlten Werbespots.

### Reaktionen der Zuschauer
Die Werbespots von AC Japan wurden in dieser Zeit außerordentlich häufig ausgestrahlt. Aufgrund der geringen Vielfalt an Werbespots wurden dieselben Spots immer wieder gezeigt, was bei den Zuschauern Unmut hervorrief. Zudem waren die Inhalte der Werbespots nicht auf eine Situation wie die Erdbebenkatastrophe abgestimmt. Infolgedessen erhielt AC Japan zahlreiche Beschwerden von Zuschauern, darunter Bemerkungen wie „Die Spots wiederholen sich ständig und sind aufdringlich“ oder „Die Inhalte passen nicht zur Erdbebensituation“
Laut dem Geschäftsbericht von AC Japan für das Geschäftsjahr 2010 betrafen viele Beschwerden die Kampagnen, die nicht auf Notsituationen ausgerichtet waren, während die Kritik an landesweiten Kampagnen geringer ausfiel. Nach Aussage von Mamoru Kusakawa, dem geschäftsführenden Direktor von AC Japan, kamen die Beschwerden zuerst von Zuschauern außerhalb der Katastrophengebiete, während die Reaktionen aus den betroffenen Gebieten später eintrafen.
Die Beschwerden richteten sich nicht nur gegen die Häufigkeit und Inhalte der Werbespots, sondern auch gegen das Soundlogo. Einige Zuschauer bezeichneten das Soundlogo als „unangenehm“ oder gaben an, es mit einem Erdbebenalarm zu verwechseln.
Trotz der Beschwerden hebt die Zeitschrift 『CM NOW』 auch die positive Seite der AC Japan-Werbung direkt nach dem Erdbeben hervor. Die Werbespots hätten den Zuschauern, die das Ausmaß der Katastrophe über das Fernsehen verfolgten, in Momenten der inneren Unruhe geholfen, sich kurz zu sammeln und auf gewisse Weise zu beruhigen. In der gleichen Ausgabe wird betont, dass die Werke von AC Japan einen gemeinsamen Nenner hätten, nämlich das Nachdenken über „Gefühle für andere Menschen“. Dies könnte mit den Empfindungen derjenigen übereingestimmt haben, die sich den Herausforderungen der Katastrophe stellten.
In einer Rangliste der beliebtesten Werbespots nach Marke, erstellt vom CM General Research Institute, erreichte AC Japan direkt nach dem Erdbeben im März 2011 Platz 1. Dieses Ranking hielt das Unternehmen sowohl in der ersten als auch in der zweiten Aprilhälfte und somit über drei Perioden hinweg. Auch in der jährlichen Rangliste für 2010 kletterte AC Japan von Platz 59 im Vorjahr auf Platz 8.
Zusätzlich wurden im Internet zahlreiche Fanprojekte zu Werbespots wie „Die Magie des Grüßens“ auf Videoportalen veröffentlicht.

### Teilnehmer der Sonderkampagne
Die folgenden Prominenten traten in der temporären Kampagne nach dem Erdbeben auf.
- Shinji Okazaki (Profifußballer)
- Yuto Nagatomo (Profifußballer)
- Atsuto Uchida (Profifußballer)
- Dai Tamesue (Leichtathlet)
- Yōsuke Eguchi (Schauspieler)
- Antonio Inoki (ehemaliger Wrestler)
- Kazuyoshi Miura (Profifußballer)
- SMAP (Nakai Masahiro, Kimura Takuya, Inagaki Goro, Kusanagi Tsuyoshi, Katori Shingo) (Talente, Sänger)
- Arashi (Ohno Satoshi, Sakurai Sho, Aiba Masaki, Ninomiya Kazunari, Matsumoto Jun) (Talente, Sänger)
- Becky (Talent, Sängerin)
- Hiroyuki Igarashi (HIRO) (Performer, Mitglied von EXILE)
- VERBAL (Hip-Hop-MC, Mitglied von m-flo)
- Kataoka Nizaemon XV (Kabuki-Schauspieler)
- Minami Takahashi, Atsuko Maeda, Yuko Oshima (Talente, Sängerinnen; damals Mitglieder von AKB48)
- Toru Nomaguchi (Schauspieler)
- Asako Toki (Sängerin)
- Jon Kabira (Sprecher, Moderator)
- Tortoise Matsumoto (Sänger, Mitglied von Ulfuls)
- Toshiyuki Nishida (Schauspieler)
- Takako Matsu (Schauspielerin)
- Koki Mitani (Drehbuchautor)
- Shinobu Otake (Schauspielerin, Moderatorin)
- Shoko Nakagawa (Talent, Sängerin)
- Ken Noguchi (Bergsteiger)
- Terry Ito (Talent, Kommentator)
- Kyoko Uchida (freie Nachrichtensprecherin)
- Shintaro Asanuma (Schauspieler, Synchronsprecher)
- Kazue Fukiishi (Schauspielerin)

## Zunahme der Werbespots von Ad Council Japan aufgrund des Verzichts auf kommerzielle Werbung
In Japan ist es üblich, dass kommerzielle Unternehmen ihre Werbespots zurückziehen, wenn tragische Ereignisse eintreten. Ebenso wird die Ausstrahlung von Werbespots gestoppt, wenn Sportler oder Prominente in Skandale verwickelt sind und in den betreffenden Programmen auftreten. In solchen Fällen werden stattdessen Werbespots von Ad Council Japan ausgestrahlt.
Ein typisches Beispiel aus den letzten Jahren ist die Ermordung des ehemaligen Premierministers Shinzō Abe beim „Attentat auf Shinzō Abe“. Nach dem Vorfall drückten viele Unternehmen ihr Beileid aus und verzichteten auf die Ausstrahlung von Werbung.
Im Jahr 2024 kam es während der Übertragung der Fußball-Asienmeisterschaft, bei der Jun’ya Itō spielte, zu einem ungewöhnlichen Ereignis, da Werbespots von Ad Council Japan gesendet wurden. Der Grund dafür lag in Vorwürfen, dass Itō ohne Einwilligung sexuellen Kontakt zu einer Frau gehabt haben soll, was er jedoch vollständig bestritt und vor Gericht anfocht.
Ebenfalls 2024 wurde einer der bekanntesten japanischen Komiker, Hitoshi Matsumoto, beschuldigt, ohne Einwilligung sexuellen Kontakt zu einer Frau gehabt zu haben. Obwohl Matsumoto zunächst gerichtlich dagegen vorging, zog er die Klage schließlich zurück. Auch in diesem Fall verzichteten mehrere Unternehmen auf die Ausstrahlung von Werbung in Sendungen, in denen Matsumoto auftrat. Daher kam es zu dem außergewöhnlichen Umstand, dass ab Neujahr Werbespots von Ad Council Japan gesendet wurden.

## Unterstützte Organisationen

### Organisationen mit deutschsprachigen Artikeln
- Plan International Japan[d 1]
- WWF Japan[d 2]
- WaterAid Japan[d 3]
- Save the Children[d 4]
- Japanisches Rotes Kreuz / Blutspendezentrum des Roten Kreuzes[d 5]
- Ärzte ohne Grenzen Japan[d 6]
- Entwicklungsprogramm der Vereinten Nationen (UNDP)[d 7]
- Médecins du Monde Japan[d 8]
- Make-A-Wish of Japan[d 9]
- Japanisches UNICEF-Komitee[d 10]
- UNHCR-Vereinigung Japan[d 11]
- Hornhautbank[d 12]

### Organisationen, die keine Artikel auf Deutsch haben
- Nationales Netzwerk für Opferhilfe[d 13]
- Japanische Blindenführhundvereinigung[d 14]
- Verband zur Förderung von 3R-Initiativen[d 15]
- Eye Frail[d 16]
- AAR Japan[d 17]
- Anerkannte NPO: Nationales Unterstützungszentrum für Kinderkantinen Musubie[d 18]
- UN-WFP-Vereinigung Japan[d 19]
- Japanische Vereinigung für Orthoptisten (Teilnahme an Eye Frail)[d 20]
- Japanische Krebsgesellschaft[d 21]
- Nationaler Verband der Sozial- und Kinderbeauftragten[d 22]
- Kids’ Door[d 23]
- Japanische Herzstiftung[d 24]
- Japanische Muskeldystrophie-Gesellschaft[d 25]
- Ashinaga-Stipendienverein[d 26]
- Japanische National Trust Vereinigung[d 27]
- Japanische Gesellschaft für klinische Hals-Nasen-Ohren-Heilkunde[d 28]
- Japanische Knochenmarkbank[d 29]
- Stiftung zur AIDS-Prävention[d 30]
- Japanisches Netzwerk für Organtransplantation[d 31]
- Stiftung für die Erforschung viraler Hepatitis[d 32]
- Gesellschaft zur Tuberkulose-Prävention[d 33]
- Stipendienverein für Verkehrswaisen[d 34]
- Förderrat für Kinderleseförderung[d 35]
- Japanisches Komitee für Impfstoffe für die Kinder der Welt[d 36]
- Japanische Augenbank-Vereinigung[d 37]
- Japanische Nierenstiftung[d 38]
- Japanischer Tierschutzverein[d 39]
- Japanische Autismus-Gesellschaft[d 40]
- Japanische Schlaganfall-Gesellschaft[d 41]
- Demenz-Support-Karawane[d 42]
- Minsai Center[d 43]
- Organisation zur Förderung der Schrift- und Buchkultur[d 44]

## Studentenwerbewettbewerb
Ad Council Japan veranstaltet jedes Jahr den „AC Japan Student Advertising Contest“. Ziel ist es, das Verständnis junger Menschen für Werbung zu vertiefen und herausragende Talente zu fördern. Die folgenden Universitäten haben in der Vergangenheit Auszeichnungen erhalten (einige Einführungen).
- Musashi-Universität[e 2]
- Tokai-Universität[e 3]
- Kyushu Sangyo-Universität[e 4]
- Sagami-Frauenuniversität[e 5]
- Tokyo-Universität für Technologie[e 6]
- Fukuyama-Universität[e 7]
- Kwansei Gakuin-Universität[e 8]
- Meijo-Universität[e 9]
- Tokyo Polytechnic-Universität[e 10]
- Nagaoka-Zokei-Universität[e 11]
- Nihon-Universität[e 12]
- japanisches Elektronik-College[e 13]
- Taishō-Universität[e 14]
- Nagaoka Universität für Kunst und Design[e 15]
- Chūkyō-Universität[e 16]
- oberlin universität[e 17]
- Musashino-Kunstuniversität[e 18]
- Universität der Künste Kyoto[e 19]
- Mejiro-Universität[e 20]
- Ryūkoku-Universität[e 21]
- Tezukayama-Universität[e 22]
- ADI-Betrag der Präfektur Okayama[e 23]
- japanische Designer-Akademie[e 24]
- Tama-Kunstuniversität[e 25]
- Bunka-Gakuen-Universität[e 26]
- Kyoto-Seika-Universität[e 27]
- Universität der Künste Osaka[e 28]
- Internationale Designakademie[e 29]
- Sojo-Universität[e 30]
- Shobison-Universität[e 31]
- Shizuoka Design College[e 32]
- Mukogawa-Frauenuniversität[e 33]
- Baika-Frauenuniversität[e 34]
- Kyushu Sangyo Universität[e 35]
- Nippon Institute of Technology[e 36]
- Tohoku-Universität für Kunst und Design[e 37]
- Tokio Denki-Universität[e 38]
- Kunstuniversität Yokohama[e 39]
- Tamagawa-Universität[e 40]
- KBC Gakuen-Gruppe[e 41]
- Doshisha-Frauenuniversität[e 42]
- Komazawa-Frauenuniversität[e 43]
- Öffentliche Kunstuniversität Akita[e 44]
- Fukuoka Jogakuin-Universität[e 45]
- Aichi Shukutoku-Universität[e 46]

## CM-Darsteller
Beschränkt auf TV-Auftritte (ausgenommen Poster etc.).

### Neueste Hauptdarsteller
- Makoto Shinkai[f 1]
- Yōsuke Eguchi[f 2]
- Masahiko Kondō[f 3]
- Minami Hoshino (Nogizaka46)[f 4]
- AKB48, SMAP, Totas Matsumoto[f 5]
- Ryoff Karma[f 6]
- Nishina Hitomi[f 7]
- Christel Takigawa[f 8]
- KenKen (RIZE)[f 9]
- Reina Komine[f 10]
- Kensuke Owada[f 11]
- Kurara Chika[f 12]
- Yurina Hirate, Rikako Yagi (Sakurazaka46) ※Damals unter dem Gruppennamen „Keyakizaka46“[f 13]
- Akiko Nishina[f 14]
- Kasumi Arimura[f 15]
- Yoshihide Otomo

### Hauptsächliche Darsteller der letzten 50 Jahre
- Mutter Teresa[f 16]
- Sadaharu Oh[f 17]
- Masaichi Kaneda[f 17]
- Satoru Nakajima[f 18]
- Yasuhiro Yamashita[f 19]
- Tetsuko Kuroyanagi[f 20]
- Hideko Maehata[f 21]
- Inoue Hisashi[f 22]
- Machi Tawara[f 23]
- Anno Mitsumasa[f 24]
- Kon Ichikawa[f 25]
- Takeshi Kaikō[f 26]
- Miki Imai (Sängerin)[f 27]
- Sen’ichi Hoshino[f 28]
- Youki Kudoh[f 29]
- Yamada Isuzu[f 30]
- Hideo Nomo[f 31]
- Kenji Kimihara[f 32]
- Yoshishige Yoshida[f 32]
- Toshi Ichiyanagi[f 32]
- Shigeo Fukuda[f 33]
- Jumpei Takiguchi[f 34]

## Organisation
Wie oben erwähnt, basiert die Geschäftstätigkeit der Organisation auf den Mitgliedsbeiträgen ihrer Mitglieder.
Die Mitglieder werden in „ordentliche Mitglieder“, „Fördermitglieder“ und „Einzelmitglieder“ unterteilt.
Zu den regulären Mitgliedern zählen Unternehmen, die Werbung betreiben, darunter Unternehmen, die als Werbetreibende tätig sind, sowie Unternehmen aus der Rundfunk-, Zeitungs- und Werbebranche.
Die Zahl der regulären Mitglieder beträgt ca. 1.000 (Stand 2011).
Die Mittel werden von den Mitgliedsunternehmen in Form von jährlichen Mitgliedsbeiträgen in Höhe von 120.000 Yen pro Einheit erhoben.
Unterstützende Mitglieder sind 1987 gegründete Mitglieder und waren ursprünglich für Einzelpersonen gedacht, die die Aktivitäten von AC Japan unterstützten.
Derzeit wurde der Name der Fördermitglieder in „Einzelmitglieder“ geändert, und „Fördermitglieder“ bezieht sich auf Mitglieder, die Geschäftsstellen regulärer Mitgliedsunternehmen sind.
Der Mitgliedsbeitrag für Fördermitglieder (im heutigen Sinne) beträgt 60.000 Yen pro Einheit, der Jahresbeitrag für Einzelmitglieder beträgt 6.000 Yen.
Derzeit befindet sich unser Hauptbüro in Chuo-ku, Tokio, wo wir den gesamten jährlichen Umsetzungsplan verwalten.
Wir verfügen über Niederlassungen an acht Standorten im ganzen Land: Naka Ward, Hiroshima City, Chuo Ward, Fukuoka City und Naha City.
Der derzeitige Vorsitzende ist Nobuhiro Torii, repräsentativer Direktor und Vizepräsident von Suntory Holdings.
Die stellvertretenden Vorsitzenden sind Masahiko Ichiriki, Präsident und stellvertretender Direktor von Kahoku Shimposha, Nao Ishii, Berater von Dentsu Inc., und Gengo Sunami, Executive Vice President von TV Asahi Inc.

## Hintergrund der Gründung
Die Ära, in der die Vorgängerorganisation, die Kansai Public Advertising Organization, gegründet wurde, war eine Zeit hohen Wirtschaftswachstums. Während sich in dieser Zeit der Lebensstandard der Menschen verbesserte, traten verschiedene soziale Probleme auf, und mit dem Aufkommen von Konzepten wie der sogenannten Technikfolgenabschätzung und dem sozialen Marketing begann die „Corporate Social Responsibility“ in Frage gestellt zu werden. Auf diesen Punkt hat Norio Uejo hingewiesen und er wird auch im „Kansai Public Advertising Organization Establishment Prospectus“ erwähnt. (p.20)
Im November 1969 besuchte Gründer Saji Keizō Ketchum, ein amerikanisches Werbeunternehmen, wo er von der Existenz von American AC erfuhr und dachte: „Vielleicht können wir ähnliche Aktivitäten in Japan durchführen.“ Dies war der Anstoß für die Gründung der Kansai Public Advertising Organization. Das Werk des amerikanischen AC, das Sajis Aufmerksamkeit erregte, war „Love...It Transcends All Races“. Saji glaubt auch, dass „Werbung das stärkste Mittel ist, um Menschen zu überzeugen“, und als Präsident eines großen Unternehmens, das Werbung als Mittel zur Geschäftsabwicklung genutzt hat, glaubt er, dass Werbung das stärkste Mittel ist, um Menschen zu überzeugen. Der Wunsch, „etwas zurückzugeben“, war einer der Gründe für die Gründung des Unternehmens.(p.14-19)
Nach seiner Rückkehr nach Japan schlug Saji am 29. Januar 1970 bei der Osaka Advertising Association die Gründung einer Organisation zur Durchführung öffentlicher Werbung vor, und etwa anderthalb Jahre später, am 7. Juli 1971, fand die Gründerversammlung und Gründungsversammlung statt Es wurde ein Treffen abgehalten. Die Kansai Public Advertising Organization wurde gegründet.(p.21)
Zur Gründung der Organisation war es erforderlich, dass die Mitgliedsunternehmen den Aktivitäten zustimmten und eine finanzielle Zusammenarbeit leisteten. Laut Uejo herrschte die Meinung vor, dass Japaner im Gegensatz zu Amerikanern ein geringes öffentliches Bewusstsein hätten, sodass es schwierig sein könnte, eine Zusammenarbeit zu erreichen, aber in Kansai konnten sie problemlos die Zusammenarbeit von Werbeleuten erreichen.(p.14-19)
Diesbezüglich sagte Yoshio Kato (stellvertretender Vorsitzender des Policy Executive Committee der Kansai Public Advertising Agency im Jahr 1992), dass die Einwohner Osakas ein starkes Zusammengehörigkeitsgefühl haben, das sich um Saji und Ashihara Yoshishige (Vorsitzender der Kansai Public Advertising Agency) dreht, und das auch Sie haben einen ehrenamtlichen Geist und reagieren schnell. Er sagte, dass die Kenntnis der Probleme ein Faktor für seinen Erfolg sei. Darüber hinaus sagte Kato in Bezug auf die finanzielle Zusammenarbeit, dass es ein Glück sei, dass Werbetreibende und Medienunternehmen zu diesem Zeitpunkt, da es „nach dem Expo-Boom“ sei, einen gewissen Spielraum hätten. In Bezug auf den Zeitraum, in dem es gegründet wurde, erklärte Uejo, dass es angesichts des oben genannten sozialen Hintergrunds „auch ein wirklich passender Zeitpunkt war, öffentliche Bekanntmachungen anzunehmen.“(p.14-19)

## Geschäftsstellen
Hauptsitz und Geschäftsstelle Tokio
- Tokio Chuo-ku Ginza 7-4-17, Dentsu Ginza-Gebäude

Zuständiges Gebiet: Ibaraki, Tochigi, Gunma, Saitama, Chiba, Tokio, Kanagawa, Niigata, Nagano, Yamanashi, Shizuoka
Geschäftsstelle Osaka
- Osaka Nishi-ku Edobori 1-3-3, Higobashi Rex-Gebäude

Zuständiges Gebiet: Shiga, Kyoto, Osaka, Hyogo, Nara, Wakayama
Geschäftsstelle Hokkaido
- Hokkaido Sapporo Chuo-ku Odori Nishi 5-11-1, Dentsu Hokkaido

Zuständiges Gebiet: Hokkaido
Geschäftsstelle Tohoku
- Miyagi Sendai Aoba-ku Itsutsubashi 1-2-28, innerhalb der Kahoku Shimpo Publishing Company

Zuständiges Gebiet: Aomori, Iwate, Miyagi, Akita, Yamagata, Fukushima
Geschäftsstelle Nagoya
- Aichi Nagoya Naka-ku Sakae 4-16-8, Sakae Members Office-Gebäude

Zuständiges Gebiet: Toyama, Ishikawa, Fukui, Gifu, Aichi, Mie
Geschäftsstelle Chushikoku
- Hiroshima Hiroshima Naka-ku Fukuromachi 5-25, Hiroshima Fukuromachi Building, innerhalb von Dentsu West Japan Hiroshima

Zuständiges Gebiet: Tottori, Shimane, Okayama, Hiroshima, Yamaguchi, Tokushima, Kagawa, Ehime, Kochi
Geschäftsstelle Kyushu
- Fukuoka Fukuoka Chuo-ku Akasaka 1-16-10, Dentsu Fukuoka-Gebäude

Zuständiges Gebiet: Fukuoka, Saga, Nagasaki, Kumamoto, Oita, Miyazaki, Kagoshima
Geschäftsstelle Okinawa
- Okinawa Naha Kumoji 3-21-1, innerhalb von Dentsu Okinawa

Zuständiges Gebiet: Okinawa

### Referenzbeispiele in englischsprachigen Ländern
1. ↑  From AC Japan ads to 'Your Name.': The impact of 3/11 on pop culture In: the japan times, 10. März 2021 (englisch)
2. ↑  „Popopopon“ – Der Schöpfer blickt zurück: Die Macht der Werbung nach der Katastrophe und die massive Präsenz von AC Japan (advertimes)(japanisch)
3. ↑  „Diese Tiere“ sind „Shikigami“ – Der Schöpfer von „Popopopon“ spricht über die Hintergründe öffentlicher Werbung (Yahoo! JAPAN)(japanisch)
4. ↑  Werbespots, die die Heisei-Ära prägten: 10 ausgewählte Highlights wie „Porinky“ und „Popopopon“ (Moneypost WEB)(japanisch)
5. ↑  Der Goldpreis des Internet-Buzzword-Wettbewerbs 2011 ging an „Popopopon“ und inspirierte abgeleitete Werke wie „Arigato Usagi“ (Hatena News)(japanisch)
6. ↑  Pazifik: Müllstrudel ist mehr als viermal so groß wie Deutschland. In: Spiegel Online. 22. März 2018 (spiegel.de [abgerufen am 23. März 2018]).(englisch)
7. ↑  Spy Okt. 1995 (Seite 9)(japanisch)
8. ↑  MotorBoating - Aug. 1997 (Seite 8)(japanisch)
9. ↑  MotorBoating - Feb. 1996 (Seite 133)(japanisch)
10. ↑  Google Books „New York Magazine“ 18. September 1997 (Seite 191)(englisch)
11. ↑  Google Books „EPA Journal, Volumes 19-20“ (Seite 49)(englisch)
12. ↑  Google Books „Vogue, Vol. 189“ (Seite 279)(englisch)
13. ↑  Gourmet, Vol. 56, Ausgaben 7-12 (Seite 44)(englisch)
14. ↑  New York, Vol. 33, Ausgaben 17-21 (Seite 9)(japanisch)
15. ↑  Good Housekeeping, Vol. 221 (Seite 211)(japanisch)
16. ↑  【Perfume】Erschien in der öffentlichen Werbeorganisation CM! Auch neue Lieder vortragen (Musik Natalie)(japanisch)
17. ↑  Patrick St. Michel „Perfume's GAME“ (Seite 45-46)(englisch)
18. ↑  Die Parfüm-Kostümausstellung wird am 9. eröffnet. Signiertes Poster auf Radio Kansai veröffentlicht, Beweis des Wiedersehensversprechens (Kobe Shimbun NEXT)(japanisch)

### Referenzmaterialien zur Erdbebenkatastrophe
1. ↑  Einblicke in die Flut von "AC"-Werbung im Fernsehen: Exklusivinterview mit einem Verantwortlichen von "AC" (Modelpress)(japanisch)
2. 1 2  Öffentlichkeitskampagnen von AC Japan: „Etwa 20.000 Ausstrahlungen“ direkt nach der Katastrophe (Oricon News)(japanisch)
3. ↑  „Popopopo~n“: AC Japan-Werbung 20.000 Mal in einer Woche nach der Katastrophe (zakzak by Yūkan Fuji)(japanisch)
4. ↑  „Wir möchten keine Feierlichkeiten“ – Hochzeitsverschiebungen, stille Hanami-Feste und drastischer Rückgang von Werbung nach der Katastrophe (Jiji Press)(japanisch)
5. ↑  „Werbeverzicht“ trifft Fernsehsender hart: Einnahmeverluste in Höhe von 1 Milliarde Yen (Sankei Shimbun)(japanisch)
6. 1 2 3  CM Research Institute Forum 2011(japanisch)
7. 1 2 3 4  『CM NOW』（Genkosha／2011.05／page 102～107）「3.11 Großes Tohoku-Kanto-Erdbeben: Ankündigung des öffentlichen Dienstes von AC, die den Lärm in meinem Herzen beruhigte. (japanisch)
8. 1 2  Eine Flut von Beschwerden über AC-Massenwerbespots ... und auch bedrohliche Telefonanrufe (Daily Sports)(japanisch)
9. ↑  Geschäftsbericht（Ad Council Japan）(japanisch)
10. ↑  Interview mit dem Chefredakteur Bd. 33 Erdbeben und öffentliche Ankündigung „Nikkei Trendy“ Nr. 322、Nikkei BP、2011.05、p.9。(japanisch)
11. ↑  『Nikkei Entertainment!』2011.8.15（P.53）Nach dem Erdbeben gab es viel Airplay auf „AC“ – der Hintergrund für die Verbreitung von Kritik an den Darstellern (Yuko Kikkawa) (japanisch)
12. ↑  AC-Werbung: Gagen der Teilnehmer betragen null, der Mann mit Brille ist Musiker (News Post Seven)(japanisch)
13. ↑  AC-Sonderwerbung: SMAP, Tortoise Matsumoto, AKB48 und andere senden Grüße an Japan (Natalie)(japanisch)

### Abschaffung der kommerziellen Werbung
1. ↑  Untersuchung zur Ausstrahlung von "AC Japan"-Werbung bei schweren Ereignissen – Wie werden Werbespots nach Vorfällen ersetzt? (VR Digest)(japanisch)
2. ↑  TV-Werbung wird nach und nach durch „AC“-Spots ersetzt – „Unpassend für die Situation“, als Ausdruck von Beileid (Asahi Shimbun)(japanisch)
3. ↑  „Asien-Cup“: AC-Japan-Werbung während des Spiels der japanischen Nationalmannschaft – möglicherweise aufgrund von Berichten über sexuelle Übergriffe von Jun’ya Itō (Sponichi Annex)(japanisch)
4. ↑  „Asien-Cup“: AC-Japan-Werbung zur Primetime während des Spiels der japanischen Nationalmannschaft (Nikkansports)(japanisch)
5. ↑  Live-Übertragung des Spiels der japanischen Nationalmannschaft: TV Asahi reagiert ungewöhnlich – AC Japan-Werbung in der Region Kantō (Sports Hochi)(japanisch)
6. ↑  Werbespots von „AC Japan“ in Neujahrs-Sondersendungen mit Hitoshi Matsumoto – ohne Sponsorenangaben (Tokyo Sports)(japanisch)
7. ↑  „Downtown DX“-Spezialsendung mit AC-Japan-Werbung und ohne Sponsorenhinweis sorgt für Aufsehen – Kommentar von Yomiuri TV (Josei Jishin)(japanisch)
8. ↑  In Hitoshi Matsumotos „Wednesday Downtown“-Sendung wurden keine Sponsoren angegeben, und eine von fünf Werbespots nach 20 Minuten war von AC Japan (Chunichi Shimbun)(japanisch)

### Referenzmaterialien zu verwandten Organisationen
1. ↑  Internationale NGO Plan International: Ab Juli 2024 startet eine neue Werbung mit Unterstützung von AC Japan! „Gerettete Menschen werden zu Rettern.“/Plan International Japan(japanisch)
2. ↑  Über die Werbung von AC Japan./WWF Japan(japanisch)
3. ↑  Die TV- und Werbekampagnen von AC Japan haben begonnen./WaterAid Japan(japanisch)
4. ↑  Die Werbung mit Unterstützung von AC Japan hat begonnen./Save the Children(japanisch)
5. ↑  AC Japan Werbearchiv: Suchergebnisse zu „Blutspenden“ – Insgesamt 15 Kampagnen seit 1973./Japanisches Rotes Kreuz / Blutspendezentrum des Roten Kreuzes(japanisch)
6. ↑  „Über Médecins sans Frontières Japan“ (S. 3 „Gemeinnützige Organisation“)./Ärzte ohne Grenzen Japan(japanisch)
7. ↑  Ausstrahlung einer öffentlichen Werbung zur Förderung der schnellen Wiederherstellung nach dem Erdbeben in Haiti./Entwicklungsprogramm der Vereinten Nationen (UNDP)(japanisch)
8. ↑  Ankündigung des Starts der Unterstützungs-Kampagne von Médecins du Monde im Jahr 2013 durch AC Japan./Médecins du Monde Japan(japanisch)
9. ↑  Wish Stories 007: Hayashi Yuki./Make-A-Wish of Japan(japanisch)
10. ↑  AC Japan Werbearchiv: „Ein Lächeln für Kinder – UNICEF“./Japanisches UNICEF-Komitee(japanisch)
11. ↑  Gemeinnützige Organisation: UNHCR-Vereinigung Japan./UNHCR-Vereinigung Japan(japanisch)
12. ↑  Oktober 2018 der Präfektur Jin Eye Bank Association der Präfektur Gifu (siehe S.1 „Unterstützungskampagne AC Japan 2018“)/Hornhautbank(japanisch)
13. ↑  Die Informationsseite zur Unterstützungskampagne von AC Japan wurde veröffentlicht./Nationales Netzwerk für Opferhilfe(japanisch)
14. ↑  Werbung durch die Unterstützung von AC Japan./Japanische Blindenführhundvereinigung(japanisch)
15. ↑  Unterstützungs-Kampagne von AC Japan./Verband zur Förderung von 3R-Initiativen(japanisch)
16. ↑  Die Aufklärung über Eye Frail wurde für die Unterstützungs-Kampagne von AC Japan im Jahr 2024 ausgewählt./Eye Frail(japanisch)
17. ↑  Für diejenigen, die die Werbung von AC Japan gesehen haben./AAR Japan(japanisch)
18. ↑  Musubie: Beginn der Unterstützungs-Kampagne durch AC Japan./Anerkannte NPO: Nationales Unterstützungszentrum für Kinderkantinen Musubie(japanisch)
19. ↑  Neue Werbung von AC Japan gestartet./UN-WFP-Vereinigung Japan(japanisch)
20. ↑  Mit AC Japan beginnt die Werbung für „Eye Frail“./Japanische Vereinigung für Orthoptisten (Teilnahme an Eye Frail)(japanisch)
21. ↑  Eine neue Unterstützungs-Kampagne von AC Japan ist gestartet!/Japanische Krebsgesellschaft(japanisch)
22. ↑  Die Unterstützungs-Kampagne von AC Japan hat begonnen./Nationaler Verband der Sozial- und Kinderbeauftragten(japanisch)
23. ↑  Wie die Werbung von Kids’ Door entstand – Interview mit dem Werbeteam von AC Japan./Kids’ Door(japanisch)
24. ↑  Mit Puls- und Gesundheitschecks frühzeitig Vorhofflimmern erkennen / Ankündigung eines Kampagnenvideos zur Verbreitung von AEDs./Japanische Herzstiftung(japanisch)
25. ↑  Über die Werbekampagne von AC Japan./Japanische Muskeldystrophie-Gesellschaft(japanisch)
26. ↑  Ashinaga-Stipendienverein: Start der Unterstützungs-Kampagne 2024 durch AC Japan!/Ashinaga-Stipendienverein(japanisch)
27. ↑  Über die Unterstützungs-Kampagnen von AC Japan./Japanische National Trust Vereinigung(japanisch)
28. ↑  Mit Unterstützung von AC Japan startet eine Kampagne zur Aufklärung über Hörverlust mit Masahiko Kondo./Japanische Gesellschaft für klinische Hals-Nasen-Ohren-Heilkunde(japanisch)
29. ↑  Im Alter des Vaters, der jung an Leukämie verstorben ist, Teilnahme an der Werbekampagne der Knochenmarkbank von AC Japan im Jahr 2018./Japanische Knochenmarkbank(japanisch)
30. ↑  Unterstützungs-Kampagne von AC Japan im Jahr 2013./Stiftung zur AIDS-Prävention(japanisch)
31. ↑  Unterstützungs-Kampagne von AC Japan 2018 gestartet./Japanisches Netzwerk für Organtransplantation(japanisch)
32. ↑  Über die Aufklärungsarbeit im Jahr 2014: „Lassen Sie uns über Hepatitis sprechen“ – Kickoff-Meeting (PDF, S. 3)./Stiftung für die Erforschung viraler Hepatitis(japanisch)
33. ↑  Bericht der Tuberkulose-Präventionsgesellschaft in Shizuoka (23. September 2016, PDF, S. 3)./Gesellschaft zur Tuberkulose-Prävention(japanisch)
34. ↑  Die zweite Werbekampagne unserer Organisation mit Unterstützung von AC Japan wurde gestartet./Stipendienverein für Verkehrswaisen(japanisch)
35. ↑  „Kinderleseförderungs-Rat“ – Betriebsordnung (S. 1)./Förderrat für Kinderleseförderung(japanisch)
36. ↑  Q&A: „In TV- und Zeitungswerbung für die Impfkampagne treten berühmte Prominente auf. Werden die Gagen und Werbekosten nicht hoch sein? Könnte dieses Geld nicht besser für Impfstoffe verwendet werden?“ – Japanisches Komitee für Impfstoffe für Kinder weltweit./Japanisches Komitee für Impfstoffe für die Kinder der Welt(japanisch)
37. ↑  Der Oktober ist der „Monat zur Förderung der Organtransplantation“ (29. September 2023)./Japanische Augenbank-Vereinigung(japanisch)
38. ↑  Poster: „Was? Sie kennen chronische Nierenerkrankungen nicht?“ (Japanische Nierenstiftung)./Japanische Nierenstiftung(japanisch)
39. ↑  TV-Werbung, 4. Kampagne: „Hallo, Streunerkatzen!“ gestartet./Japanischer Tierschutzverein(japanisch)
40. ↑  „Nur mit Autismus geboren“ (Ad Council Japan)./Japanische Autismus-Gesellschaft(japanisch)
41. ↑  AC Japan Unterstützungs-Kampagne 2014: Werbung „Drei seltsame Zeichen“ der Japanischen Schlaganfall-Gesellschaft (offizielle Facebook-Seite der Gesellschaft)./Japanische Schlaganfall-Gesellschaft(japanisch)
42. ↑  Auswahl zur unterstützten Organisation der AC Japan-Kampagne (unten „Unterstützungs-Kampagnen 2016“, vorletzter Eintrag: „Demenzen-Support-Karawane“)./Demenz-Support-Karawane(japanisch)
43. ↑  „Darunee-Nachrichten“, Winterausgabe 2016, S. 10: „Die Wirkung von AC Japan“./Minsai Center(japanisch)
44. ↑  „Tauchen wir in Worte ein.“ – Lied aus der AC Japan-Werbung? (CD Journal)./Organisation zur Förderung der Schrift- und Buchkultur(japanisch)

### Quelle des studentischen Werbepreises
1. ↑  Bekanntgabe der Gewinner des „20. AC Japan Student Advertising Contest“ (Okinawa Times)(japanisch)
2. ↑  Das Video eines Studenten thematisiert soziale Probleme – 16 Jahre in Folge Gewinner des AC Japan Student Advertising Contest! (Musashi-Universität)(japanisch)
3. ↑  Ein Student der Fakultät für Medienkommunikation erhielt den Sonderpreis der Jury in der Kategorie TV-Werbung beim AC Japan Student Advertising Contest (Tokai-Universität)(japanisch)
4. ↑  „20. AC Japan Student Advertising Contest“ – Förderpreis erhalten! (Kyushu Sangyo-Universität)(japanisch)
5. ↑  [Auszeichnung Eine Studentin des Fachbereichs Lebensgestaltung erhielt den Sonderpreis der Jury und den Exzellenzpreis beim „20. AC Japan Student Advertising Contest“ (Sagami-Frauenuniversität)](japanisch)
6. ↑  Ein Student der Fakultät für Design erhielt den Exzellenzpreis beim „20. AC Japan Student Advertising Contest“ (Tokyo-Universität für Technologie)(japanisch)
7. ↑  [Medien- und Filmwissenschaften 15 Jahre in Folge Preisträger beim AC Japan Student Advertising Contest! (Fukuyama-Universität)](japanisch)
8. ↑  Eine öffentliche Werbekampagne von Studenten erhielt eine Auszeichnung beim „19. AC Japan Student Advertising Contest“ (Kwansei Gakuin-Universität)(japanisch)
9. ↑  Studenten des Seminar Tamura in der Fakultät für Wirtschaft erhielten den Förderpreis in der Kategorie Zeitungswerbung beim AC Japan Student Advertising Contest (Meijo-Universität)(japanisch)
10. ↑  „AC Japan Student Advertising Contest“ – Nach 8 Jahren wieder Grand Prix in der Kategorie TV-Werbung (Tokyo Polytechnic-Universität)(japanisch)
11. ↑  Gewinner des 18. AC Japan Student Advertising Contest bekanntgegeben (Kochi News)(japanisch)
12. ↑  【AC Japan Werbewettbewerb für Studierende】Student:innen des Fachbereichs Rundfunk gewinnen den Hauptpreis! (Nihon-Universität)(japanisch)
13. ↑  Ein Rückblick auf den Gewinn des Grand Prix in der Kategorie Printwerbung beim 20. AC Japan Werbewettbewerb für Studierende. (japanisches Elektronik-College)(japanisch)
14. ↑  【Studentische Leistungen】Unsere Studierenden gewinnen den Exzellenzpreis beim "AC Japan Werbewettbewerb für Studierende". (Taisho-Universität)(japanisch)
15. ↑  Beim "20. AC Japan Werbewettbewerb für Studierende" wurden der Sonderpreis der Jury, der Exzellenzpreis und der Förderpreis vergeben! (Nagaoka Universität für Kunst und Design)(japanisch)
16. ↑  Studierende des Nishijima-Seminars der Fakultät für Literatur erzielten herausragende Erfolge bei zwei Werbepreisen. (Chukyo-Universität)(japanisch)
17. ↑  Beim "20. AC Japan Werbewettbewerb für Studierende" erhielten Studierende des Fachbereichs Visuelle Künste den "Sonderpreis der Jury" und den "Exzellenzpreis". (oberlin universität)(japanisch)
18. ↑  Hinako Tsutsui erhielt den Förderpreis in der Kategorie Printwerbung beim 20. AC Japan Werbewettbewerb für Studierende. (Musashino-Kunstuniversität)(japanisch)
19. ↑  Großer Erfolg beim AC Japan Werbewettbewerb für Studierende: zahlreiche Auszeichnungen, darunter Grand Prix und Zweiter Platz! (Universität der Künste Kyoto)(japanisch)
20. ↑  Drei Teams aus dem Seminar von Ishikawa erhielten Auszeichnungen beim "20. AC Japan Werbewettbewerb für Studierende". (Mejiro-Universität)(japanisch)
21. ↑  Beim 18. AC Japan Werbewettbewerb für Studierende erhielt ein von Studierenden des Fachbereichs Informationsmedien erstelltes Werk den Förderpreis. (Ryukoku-Universität)(japanisch)
22. ↑  Unsere Studierenden wurden beim "20. AC Japan Werbewettbewerb für Studierende" ausgezeichnet. (Tezukayama-Universität)(japanisch)
23. ↑  Studierende des Fachbereichs Visuelles Design gewannen den Exzellenzpreis beim "20. AC Japan Werbewettbewerb für Studierende". (ADI-Betrag der Präfektur Okayama)(japanisch)
24. ↑  【Auszeichnungen von Studierenden】Der 20. AC Japan Werbewettbewerb für Studierende. (japanische Designer-Akademie)(japanisch)
25. ↑  Ein:e Master-Studierende:r gewann den Förderpreis in der Kategorie Printwerbung beim 20. AC Japan Werbewettbewerb für Studierende. (Tama-Kunstuniversität)(japanisch)
26. ↑  【Auszeichnung】Der 18. AC Japan Werbewettbewerb für Studierende. (Bunka-Gakuen-Universität)(japanisch)
27. ↑  Kazu Watanabe, Student im dritten Jahr des Kurses für Grafikdesign, erhielt den Zweiten Platz in der Kategorie Printwerbung beim 20. AC Japan Werbewettbewerb für Studierende. (Kyoto-Seika-Universität)(japanisch)
28. ↑  Der 20. AC Japan Werbewettbewerb für Studierende. (Universität der Künste Osaka)(japanisch)
29. ↑  【Ausgezeichnete Werke】Exzellenzpreis beim 15. AC Japan Werbewettbewerb für Studierende, Grafikdesign-Fachbereich. (Internationale Designakademie)(japanisch)
30. ↑  Fachbereich Design gewinnt Exzellenzpreise und mehr beim AC Japan Werbewettbewerb für Studierende. (Sojo-Universität)(japanisch)
31. ↑  Beim "20. AC Japan Werbewettbewerb für Studierende" gewannen Werke unserer Studierenden den Zweiten Platz und den Exzellenzpreis. (Shobison-Universität)(japanisch)
32. ↑  Förderpreis in der Kategorie Printwerbung beim 17. AC Japan Werbewettbewerb für Studierende. (Shizuoka Design College)(japanisch)
33. ↑  Studierende des dritten Jahres im Fujimoto-Seminar gewannen den Förderpreis beim "19. AC Japan Werbewettbewerb für Studierende". (Mukogawa-Frauenuniversität)(japanisch)
34. ↑  Das Toyama-Seminar erhielt den "Sonderpreis der Jury" und den "Exzellenzpreis" beim "19. AC Japan Werbewettbewerb für Studierende". (Baika-Frauenuniversität)(japanisch)
35. ↑  Sonderpreis der Jury beim "19. AC Japan Werbewettbewerb für Studierende". (Kyushu Sangyo Universität)(japanisch)
36. ↑  Ein Team des dritten Studienjahres im Fachbereich Informationsmedientechnik gewann den Förderpreis beim "AC Japan Werbewettbewerb für Studierende". (Nippon Institute of Technology)(japanisch)
37. ↑  Unsere Studierenden wurden in der Kategorie Printwerbung und mit zahlreichen anderen Preisen beim "19. AC Japan Werbewettbewerb für Studierende" ausgezeichnet. (Tohoku-Universität für Kunst und Design)(japanisch)
38. ↑  Suzuki und weitere Studierende aus dem Bereich Informationssystemdesign erhielten Auszeichnungen beim "13. AC Japan Werbewettbewerb für Studierende". (Tokio Denki-Universität)(japanisch)
39. ↑  Ehemaliger Student Yu Kondo erhielt den Förderpreis beim "18. AC Japan Werbewettbewerb für Studierende". (Kunstuniversität Yokohama)(japanisch)
40. ↑  Ein Werk von Studierenden der Fakultät für Kunst wurde beim AC Japan Werbewettbewerb für Studierende in der Kategorie "TV-Werbung" mit dem Exzellenzpreis ausgezeichnet. (Tamagawa-Universität)(japanisch)
41. ↑  【IDA】Sonderpreis der Jury beim "18. AC Japan Werbewettbewerb für Studierende"! (KBC Gakuen-Gruppe)(japanisch)
42. ↑  Ein Werk von Studierenden des Fachbereichs Informationsmedien erhielt beim 12. AC Japan CM Werbewettbewerb den "Zweiten Platz BS Privatsenderpreis" und den "Exzellenzpreis"! (Doshisha-Frauenuniversität)(japanisch)
43. ↑  Auch dieses Jahr werden wir beim "AC Japan CM Werbewettbewerb für Studierende" teilnehmen. (Komazawa-Frauenuniversität)(japanisch)
44. ↑  Bekanntmachung der Auszeichnungen beim 18. AC Japan Werbewettbewerb für Studierende. (Öffentliche Kunstuniversität Akita)(japanisch)
45. ↑  T.K., Studierende:r im zweiten Studienjahr, erhielt den Förderpreis in der Kategorie "TV-Werbung" beim AC Japan Werbewettbewerb für Studierende. (Fukuoka Jogakuin-Universität)(japanisch)
46. ↑  Sonderpreis der Jury bei einem öffentlichen Werbewettbewerb für Studierende erhalten. Wir arbeiten weiter daran, unsere "Kommunikationsfähigkeit" zu verbessern. (Aichi Shukutoku-Universität)(japanisch)

### Referenzmaterialien zu Schauspielern
1. ↑  Start der AC Japan Unterstützungs-Werbekampagne 2024! (Ashinaga Bildungsförderung)(japanisch)
2. ↑  Ab 1. Juli beginnt eine neue AC Japan Unterstützungs-Kampagne, Erzähler ist Yōsuke Eguchi ― Darstellung der Verbindung zwischen Aktivitäten in Südostasien und der japanischen Medizin ― (Excite News)(japanisch)
3. ↑  Start der Hörverlust-Aufklärungskampagne mit Unterstützung von AC Japan, mit Masahiko Kondō in der Hauptrolle (japanische Hals-Nasen-Ohren-Gesellschaft)(japanisch)
4. ↑  Minami Hoshino von Nogizaka46 tritt zum ersten Mal alleine im gemeinsamen AC-NHK-CM auf (Natalie Music)(japanisch)
5. ↑  SMAP, Totas Matsumoto und AKB48 unterstützen Japan mit einem Sonder-CM von AC Japan(japanisch)
6. ↑  Warum entstand der „Toleranz-Rap“ von AC Japan? Ein Blick hinter die Kulissen einer überraschenden Entwicklung (J-CAST News)(japanisch)
7. ↑  „AC Japan“ CM mit Hitomi Nishina sorgt für Gesprächsstoff – „Es hat einen Sinn ergeben, dass ich aufgetreten bin.“ (Mynavi News)(japanisch)
8. ↑  Ankündigung der AC Japan Unterstützungs-Kampagne 2014 von Ärzte der Welt (Ärzte der Welt)(japanisch)
9. ↑  KenKen beteiligt sich als Bassist des Tokyo-Teams an einem AC Japan CM (rockin'on.com)(japanisch)
10. ↑  Reina Komine, die in einem AC-CM zur Drogenbekämpfung auftrat, wird verhaftet – Netz überrascht: „Ein CM-Darsteller wird festgenommen...“ (Sponichi Annex)(japanisch)
11. ↑  Ranking der CM-Auftritte: Platz 1 der ersten Jahreshälfte ist Kensuke Owada – Wirkung von „AC Japan“ nach dem Erdbeben (MANTAN WEB)(japanisch)
12. ↑  Kurara Chika ruft in einem neuen AC Japan-CM zur Unterstützung von Kindern in Entwicklungsländern auf (AdverTimes)(japanisch)
13. ↑  Yurina Hirate von Keyakizaka46: Gemeinsam mit einer anderen Schülerin im „Pocari“-CM in Uniform – Mobbing wird thematisiert (MANTAN WEB)(japanisch)
14. ↑  Akiko Nishina, die in einem AC-CM auftrat, heiratet mit 58 Jahren – Ein gleichaltriger Mann reichte im Februar die Heiratsurkunde ein (Cinema Today)(japanisch)
15. ↑  Kasumi Arimura und Mirei Kiritani werden CM-Queens der ersten Jahreshälfte – Beide zum ersten Mal an der Spitze (Oricon News)(japanisch)
16. ↑  AC Japan Werbe-Werke-Archiv „Unser Feind ist die Gleichgültigkeit (Mutter Teresa)“(japanisch)
17. 1 2  AC Japan Werbe-Werke-Archiv „Bitte denken Sie darüber nach“(japanisch)
18. ↑  AC Japan Werbe-Werke-Archiv „Geschwindigkeit – Satoru Nakajima“(japanisch)
19. ↑  AC Japan Werbe-Werke-Archiv „Das Leben darf man nicht wegwerfen“(japanisch)
20. ↑  AC Japan Werbe-Werke-Archiv „UNICEF-Karten“(japanisch)
21. ↑  AC Japan Werbe-Werke-Archiv „Was bedeutet das Glück der älteren Menschen?“(japanisch)
22. ↑  AC Japan Werbe-Werke-Archiv „Don Matsugoro“(japanisch)
23. ↑  AC Japan Werbe-Werke-Archiv „Tag des Mitgefühls“(japanisch)
24. ↑  AC Japan Werbe-Werke-Archiv „Die Osmanthus blüht (Region Nagoya)“(japanisch)
25. ↑  AC Japan Werbe-Werke-Archiv „Freunde, hört auf, im Gehen zu rauchen“(japanisch)
26. ↑  AC Japan Werbe-Werke-Archiv „Kann in Ihrem Land eine Libelle noch leben?“(japanisch)
27. ↑  AC Japan Werbe-Werke-Archiv „Blutspende (Miki Imai)“(japanisch)
28. ↑  AC Japan Werbe-Werke-Archiv „Beachten Sie die Verkehrsregeln (Region Nagoya)“(japanisch)
29. ↑  AC Japan Werbe-Werke-Archiv „So schütze ich die Natur (Youki Kudoh)“(japanisch)
30. ↑  AC Japan Werbe-Werke-Archiv „Eine Botschaft von nur zwei Vögeln“(japanisch)
31. ↑  AC Japan Werbe-Werke-Archiv „NOMO Baseball Club“(japanisch)
32. 1 2 3  AC Japan Werbe-Werke-Archiv „Du darfst dein Leben nicht wegwerfen (Kenji Kimihara)“(japanisch)
33. ↑  AC Japan Werbe-Werke-Archiv „Auch Gegenstände haben ein Herz“(japanisch)
34. ↑  AC Japan Werbe-Werke-Archiv „Kinder sind deine Kopie“(japanisch)

### Weitere Referenzen
1. ↑  Die Werbekampagne zur Unterstützung von AC Japan im Jahr 2023 startet!(Ashinaga-Stipendienstiftung)(japanisch)
2. ↑  Liste der regulären Mitglieder(Ad Council Japan)(japanisch)
3. ↑  Regelmäßige Mitgliederinformationen(Ad Council Japan)※Archiv(japanisch)
4. ↑  Liste der Offiziere(Ad Council Japan)(japanisch)
5. 1 2 3 4 5  Exekutivkomitee des Projekts zum 20-jährigen Jubiläum der öffentlichen Werbeagentur, Redaktionskomitee zur 20-jährigen Geschichte, „20-jährige Geschichte der öffentlichen Werbeagentur“, öffentliche Werbeagentur, Mai 1992.(doi=10.11501/13190477)(japanisch)

## Normadeten
- VIAF(1): 152880094
- VIAF(2): 251326708
- LCAuth-Kennung: nr93004081
- NDL-Kennung: 00288693,01243141
- NACSIS-CAT-Autor-ID: DA0648239X
- Reasonator: Q4678118